# Lee Jun-ho
Lee Jun-ho (hangeul: 이준호; hanja: 李俊昊) (Ilsan, 25 gennaio 1990) è un cantante e attore sudcoreano, membro del gruppo musicale 2PM.

## Biografia
Lee Jun-ho nasce a Ilsan, Corea del Sud, il 25 gennaio 1990. Inizia ad attirare l'attenzione del pubblico vincendo nel 2006 il reality show Superstar Survival, grazie al quale firma un contratto con la casa discografica JYP Entertainment, produttrice dello show. Nel 2008 partecipa al programma di Mnet Hot Blood Men, che segue il percorso di tredici ragazzi tirocinanti della band One Day; gli One Day vengono poi divisi in due gruppi distinti, i 2AM e i 2PM. Lee Jun-ho debutta in quest'ultimo gruppo sei mesi dopo, il 4 settembre 2008, insieme ad altri sei membri con il singolo 10 Out of 10 estratto dal primo EP Hottest Time of the Day. È solo con il secondo EP 2:00PM Time for Change, uscito il 16 aprile 2009, che il gruppo assurge alla fama.
A partire dal 2011 Lee Jun-ho inizia a dedicarsi attivamente alla composizione musicale scrivendo Give It to Me per l'album Hands Up, utilizzato nella colonna sonora del film Blind, e Move On. Nel 2012, per il programma Music and Lyrics, collabora con l'attrice Kim So-eun per la canzone Sad Love, che lui compone e lei scrive, duetta con Vanness Wu nel brano Undefeated per la colonna sonora della serie taiwanese Ai shang qiaokeli, e compone e scrive Forever, parte del singolo giapponese dei 2PM Masquerade. Nel 2013 partecipa all'EP di debutto di Wooyoung intitolato 23, Male, Single componendo Be With You.
A maggio 2013 la JYP Entertainment annuncia il suo debutto da solista in Giappone, che avviene il 24 luglio 2013 con l'uscita dell'EP Kimi no koe. Il 9 luglio 2014 ne pubblica un secondo, FEEL. Per quest'ultimo, che raggiunge il primo posto nella classifica giornaliera degli album Oricon il giorno dell'uscita, scrive, compone e produce tutte le tracce. Il 15 luglio 2015 pubblica un terzo EP in Giappone dal titolo SO GOOD, che raggiunge la prima posizione nella classifica Oricon il giorno dell'uscita. Il 14 settembre esce in Corea il suo primo album, One, una raccolta delle versioni in coreano dei brani da lui composti e originariamente cantati in giapponese.
Lee debutta sul grande schermo con un ruolo secondario nel 2013 nel film Cold Eyes; recita poi nel film Hyeomnyeo - Kar-ui gi-eok al fianco di Lee Byung-hun e ottiene il primo ruolo importante nel film Seomul, che arriva nei cinema sudcoreani nel 2015. Segue nel 2016 il debutto televisivo.

## Discografia

### Come cantante
Album in studio
- 2015 – One (KT Music)

EP
- 2013 – Kimi no koe (Ariola Japan)
- 2014 – FEEL (Epic Records)
- 2015 – SO GOOD (Epic Records)
- 2016 – DSMN (Epic Records)
- 2017 – S/S 2017 (Epic Records)

Colonne sonore
- 2012 – Undefeated, con Vaness Wu (Ai shang qiaokeli)
- 2013 – My Way to You, con Taecyeon (7geup gongmu-won)
- 2013 – I'm In Love (Cold Eyes)
- 2014 – You're The Right One, con Qi Wei (Aiqing huilaile)
- 2015 – Cupid's Arrow, con Lee Yu-bi (Seumul)

Collaborazioni
- 2015 – The Signs of Love (Watashi to Dorikamu 2)[9]
- 2015 – M8, con M.Joon

### Come compositore
- 2011 – Give It To Me (Hands Up)
- 2012 – Sad Love (Sindeur-ui manchan OST)
- 2012 – Be With You (23, Male, Single)
- 2012 – Forever (Masquerade)
- 2013 – Zero Point (Grown)
- 2013 – Go Back (Grown)
- 2013 – Love Song (Grown)
- 2013 – I'm In Love (Grown - Grand Edition)
- 2013 – Just a Feeling (Grown - Grand Edition)
- 2013 – Kimi no koe (Kimi no koe)
- 2013 – Like a Star (Kimi no koe)
- 2013 – Me wo tojite (Kimi no koe)
- 2013 – GOOD BYE (Kimi no koe)
- 2013 – I Love You (Kimi no koe)
- 2013 – Heartbreaker (Kimi no koe)
- 2013 – I'M IN LOVE (Kimi no koe)
- 2013 – SAY YES (Kimi no koe)
- 2014 – I Want You (Genesis of 2PM)
- 2014 – FEEL (FEEL)
- 2014 – Dangerous (FEEL)
- 2014 – Zutto (FEEL)
- 2014 – No No No (FEEL)
- 2014 – Next To You (FEEL)
- 2014 – Can't Let You Go (FEEL)
- 2014 – Turn it Up (FEEL)
- 2014 – You & Me (FEEL)
- 2014 – Love is True (Go Crazy - Grand Edition)
- 2015 – 365 (Guilty Love)
- 2015 – Everybody (2PM of 2PM)
- 2015 – Burning Love (2PM of 2PM)
- 2015 – Crush (2PM of 2PM)
- 2015 – Nobody Else (No.5)
- 2015 – SO GOOD (SO GOOD)
- 2015 – Fire (SO GOOD)
- 2015 – Pressure (SO GOOD)
- 2015 – INSANE (SO GOOD)
- 2015 – THE LAST NIGHT (SO GOOD)
- 2015 – Don't Tease Me (SO GOOD - Limited Edition B)
- 2015 – Good Life (SO GOOD - Limited Edition B)
- 2015 – Believe (SO GOOD - Limited Edition B)

## Filmografia

### Cinema
- White - Jeoju-ui melody (화이트: 저주의 멜로디?, Hwa-iteu - Jeoju-ui mellodiLR), regia di Kim Gok e Kim Sun (2011)
- Cold Eyes (감시자들?, GamsijadeulLR), regia di Jo Ui-seok e Kim Byeong-seo (2013)
- Hyeomnyeo - Kar-ui gi-eok (협녀: 칼의 기억?), regia di Park Heung-shik (2015)
- Seumul (스물?), regia di Lee Byeong-heon (2015)

### Televisione
- Gi-eok (기억?) – serie TV (2016)
- Hamburo aeteuthage (함부로 애틋하게?) – serie TV (2016)
- Kim gwajang (김과장?, Gim gwajangLR) – serie TV (2017)
- Geunyang saranghaneun sa-i (그냥 사랑하는 사이?) – serie TV (2017-2018)
- Gireumjin mello (기름진 멜로?) – serie TV (2018)
- Otsomae bulg-eun kkeutdong (옷소매 붉은 끝동?) – serie TV (2021-2022)
- King the Land - Un sorriso sincero (킹더랜드?) - serie TV (2023)

## Doppiatori italiani
Nelle versioni in italiano nelle opere in cui ha recitato, Lee Jun-ho è stato doppiato da:
- Emanuele Ruzza in Cold Eyes

## Riconoscimenti
| Anno | Premio               | Categoria                | Opera nominata | Risultato   |
| ---- | -------------------- | ------------------------ | -------------- | ----------- |
| 2013 | World Music Awards   | Miglior artista maschile |                | Candidato/a |
| 2013 | Buil Film Awards     | Miglior nuovo attore     | Cold Eyes      | Candidato/a |
| 2014 | World Music Awards   | Miglior artista maschile |                | Candidato/a |
| 2014 | World Music Awards   | Miglior intrattenitore   |                | Candidato/a |
| 2015 | Baeksang Arts Awards | Attore più popolare      | Seumul         | Candidato/a |